# Joseph Benedict Stoffels
Joseph Benedict Stoffels SCJ (* 13. Januar 1895 in Hesperingen; † 25. Mai 1942 in der Tötungsanstalt Hartheim) war ein luxemburgischer römisch-katholischer Geistlicher, Dehonianer und Märtyrer.

## Leben
Joseph (Benedict) Stoffels wurde als Sohn eines luxemburgischen Eisenbahners in Itzig (Ortsteil von Hesperingen) geboren. Er trat bei den Dehonianern (Herz-Jesu-Priestern) ein und wurde 1922 zum Priester geweiht. Der Orden beauftragte ihn mit der geistlichen Leitung der Mission France-Luxembourg, die sich in der Rue La Fayette (Kirche St-Joseph-Artisan) in Paris um die in Frankreich lebenden Luxemburger kümmerte. Einer seiner Mitarbeiter war der Priester Jean Bernard, dessen KZ-Aufzeichnungen als Grundlage für Volker Schlöndorffs Film Der neunte Tag dienten.
Stoffels wurde am 22. November 1940 von der Gestapo (zusammen mit Nicolas Wampach) verhaftet und kam über das Gefängnis Trier und das KZ Sachsenhausen in das KZ Dachau. Am 25. Mai 1942 starb er in der Tötungsanstalt Hartheim im Alter von 47 Jahren.